# Genoiska Cancel
Genoiska Cancel (* 21. November 1988) ist eine ehemalige puerto-ricanische Leichtathletin, die sich auf den Sprint spezialisiert hat. Ihren größten Erfolg feierte sie 2015 mit dem Gewinn der Silbermedaille in der 4-mal-100-Meter-Staffel bei den NACAC-Meisterschaften in San José.

## Sportliche Laufbahn
Erste Erfahrungen bei internationalen Meisterschaften sammelte Genoiska Cancel im Jahr 2005, als sie bei den Jugendweltmeisterschaften in Marrakesch mit 59,23 s in der ersten Runde im 400-Meter-Lauf ausschied und mit der puerto-ricanischen Sprintstaffel (1000 Meter) mit 2:15,78 min den Finaleinzug verpasste. Anschließend schied sie bei den Panamerikanischen Juniorenmeisterschaften in Windsor mit 26,14 s in der Vorrunde im 200-Meter-Lauf aus. 2010 belegte sie bei den Zentralamerika- und Karibikspielen im heimischen Mayagüez in 3:44,00 min den fünften Platz in der 4-mal-400-Meter-Staffel und im Jahr darauf schied sie bei den Zentralamerika- und Karibikmeisterschaften (CAC) ebendort mit 24,37 s im Vorlauf über 200 Meter aus und gelangte mit der Staffel mit 3:39,37 min auf Rang fünf. 2012 belegte sie bei den Ibero-Amerikanischen Meisterschaften in Barquisimeto in 11,94 s den siebten Platz im 100-Meter-Lauf und verpasste mit 24,87 s den Finaleinzug über 200 Meter. Im Jahr darauf schied sie bei den CAC-Meisterschaften in Morelia mit 11,56 s und 24,02 s jeweils in der Vorrunde über 100 und 200 Meter aus und wurde in 3:38,14 min Vierte im Staffelbewerb. Bei den IAAF World Relays 2014 in Nassau wurde sie in 43,99 s Vierte im B-Finale der 4-mal-100-Meter-Staffel. Im August belegte sie beim Panamerikanischen Sportfestival in Mexiko-Stadt in 11,88 s den achten Platz über 100 Meter und verpasste über 200 Meter mit 24,10 s den Finaleinzug. Daraufhin gelangte er bei den Zentralamerika- und Karibikspielen in Xalapa mit 44,33 s auf Rang vier in der 4-mal-100-Meter-Staffel.
Bei den IAAF World Relays 2015 auf den Bahamas wurde sie in 44,56 s Fünfte im B-Finale in der 4-mal-100-Meter-Staffel und anschließend gelangte sie bei den Panamerikanischen Spielen in Toronto mit 44,27 s auf Rang sechs. Im August schied sie bei den NACAC-Meisterschaften in San José mit 11,47 s im Vorlauf über 100 Meter aus und gewann mit der Staffel in 43,51 s gemeinsam mit Beatriz Cruz, Celiangeli Morales und Carol Rodríguez die Silbermedaille hinter dem US-amerikanischen Team. Im Jahr darauf siegte sie in 43,55 s mit der Staffel bei den Ibero-Amerikanischen Meisterschaften in Rio de Janeiro und 2018 belegte sie bei den Ibero-Amerikanischen Meisterschaften in Trujillo in 12,09 s den fünften Platz über 100 Meter. 2021 bestritt sie in Costa Rica ihren vorläufig letzten offiziellen Wettkampf und beendete daraufhin ihre aktive sportliche Karriere im Alter von 32 Jahren.
In den Jahren 2012 und 2013 sowie 2015 und 2021 wurde Cancel puerto-ricanische Meisterin im 100-Meter-Lauf sowie 2013 und 2015 auch über 200 Meter. Zudem siegte sie 2013 in der 4-mal-100-Meter-Staffel.

## Persönliche Bestleistungen
- 100 Meter: 11,44 s (+1,7 m/s), 30. April 2016 in El Paso
  - 60 Meter (Halle): 7,37 s, 28. Februar 2020 in New York City (puerto-ricanischer Rekord)
- 200 Meter: 23,70 s (+2,0 m/s), 18. April 2015 in El Paso
- 400 Meter: 55,38 s, 1. Mai 2011 in Mayagüez